# Perossidasi

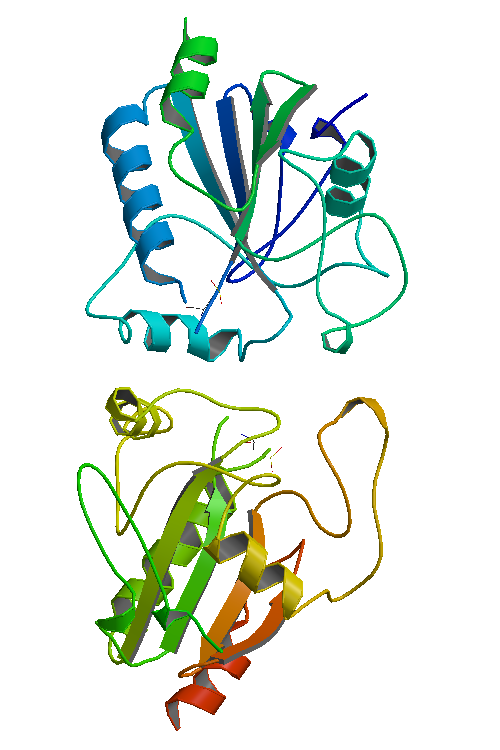
Glutatione Perossidasi 1

Si definisce perossidasi una grande famiglia di enzimi che catalizzano una reazione della forma:
ROOR' + elettrone donatore (2 e-) + 2H+ ⇌ ROH + R'OH
Secondo la classificazione EC, le perossidasi sono una sotto-sottoclasse delle ossidoreduttasi, la EC 1.11.1 (l'unica appartenente alla sottoclasse EC 1.11). Secondo tale classificazione, si tratta di enzimi che utilizzano accettori di elettroni di tipo perossidico.
Per molti di questi enzimi il substrato ottimale è il perossido di idrogeno, ma altri sono più attivi con idroperossidi organici come i perossidi lipidici. Le perossidasi possono contenere nei loro siti attivi un cofattore eme, o cisteina redox-attiva o residui di selenocisteina.
La natura dell'elettrone donatore dipende molto dalla struttura dell'enzima. Per esempio la perossidasi ottenuta dalla pianta perenne Armoracia rusticana (rafano) può usare una varietà di composti organici come elettroni donatori ed accettori. La perossidasi del rafano (in inglese Horseradish peroxidase o HRP) ha un sito attivo accessibile e molti composti possono legarsi al sito della reazione. Per un enzima come la citocromo c perossidasi, i composti che donano elettroni sono molto specifici, perché vi è un sito attivo particolarmente chiuso.
Mentre gli esatti meccanismi devono ancora essere delucidati, si sa che le perossidasi svolgono un ruolo importante nell'accrescere le difese dei vegetali agli organismi patogeni.
Le perossidasi sono talvolta usate come marcatori istologici. La citocromo c perossidasi è usata come un soluto, modello facilmente purificato per la citocromo c ossidasi.
La glutatione perossidasi è una perossidasi umana, che contiene selenocisteina. Utilizza il glutatione come elettrone donatore ed è attiva sia con il perossido di idrogeno che con idroperossidi organici.
La beta-amiloide, quando è legata all'eme ha mostrato avere attività di perossidasi.

## Enzimi appartenenti alla sotto-sottoclasse
| numero EC    | nome accettato                                   |
| ------------ | ------------------------------------------------ |
| EC 1.11.1.1  | NADH perossidasi                                 |
| EC 1.11.1.2  | NADPH perossidasi                                |
| EC 1.11.1.3  | acido grasso perossidasi                         |
| EC 1.11.1.5  | citocromo c perossidasi                          |
| EC 1.11.1.6  | catalasi                                         |
| EC 1.11.1.7  | perossidasi eosinofila                           |
| EC 1.11.1.7  | lattoperossidasi                                 |
| EC 1.11.1.8  | ioduro perossidasi                               |
| EC 1.11.1.9  | glutatione perossidasi                           |
| EC 1.11.1.10 | cloruro perossidasi                              |
| EC 1.11.1.11 | L-ascorbato perossidasi                          |
| EC 1.11.1.12 | fosfolipide-idroperossido glutatione perossidasi |
| EC 1.11.1.13 | manganese perossidasi                            |
| EC 1.11.1.14 | lignina perossidasi                              |
| EC 1.11.1.15 | perossiredoxina                                  |
| EC 1.11.1.16 | perossidasi versatile                            |